# Wiktor Grzesicki
Wiktor Grzesicki (ur. 28 listopada 1859 w Ochotnicy, zm. 28 stycznia 1917 w Lublinie) – Polak, generał major cesarskiej i królewskiej armii.

## Życiorys
Lata dziecięce spędził w Biegonicach i Nowym Sączu. W latach 1869–1875 uczył się w I Gimnazjum w Nowym Sączu. 26 listopada 1876 jako szeregowiec rozpoczął służbę wojskową w 20 pułku piechoty. Dwa lata później został zawodowym oficerem armii austriackiej. Całkowicie związany z monarchią Habsburgów, bardziej uważał się za Austriaka.
W czasie I wojny światowej pełnił służbę w sztabie c. i k. 1 Armii. W październiku i listopadzie 1914 roku walczył ochotniczo na froncie, w szeregach macierzystego 20 pułku piechoty. 8 lutego 1915 roku objął komendę nad Grupą Polskich Legionów w Piotrkowie, a następnie w Twierdzy Dęblin. 8 września 1915 roku objął komendę III Brygady Legionów i sprawował ją do 14 lipca 1916 roku. W okresie od 15 kwietnia do 14 maja 1915 roku i od 13 grudnia 1915 do 7 lutego 1916 roku pełnił obowiązki komendanta Legionów Polskich. 7 maja 1916 roku awansował na generała majora ze starszeństwem z 1 maja 1916 roku, i wyznaczony na stanowisko zastępcy Karla Kuka, c. i k. generała-gubernatora w Lublinie. Zmarł 28 stycznia 1917 roku w Lublinie.

## Awanse
- kapitan (hauptmann II kl.) – 1890
- kapitan (hauptmann I kl.) – 1893
- major (major) – 1904
- podpułkownik (oberstleutnant) – 1909
- pułkownik (oberst) – 1912
- generał major – 1 maja 1916

## Odznaczenia
Otrzymał austriackie: Krzyż Kawalerski Orderu Franciszka Józefa, Krzyż Zasługi Wojskowej, Medal Zasługi Wojskowej (za służbę w czasie pokoju), Odznakę za Służbę Wojskową (dla oficerów za 25 lat służby), Krzyż Jubileuszowy Wojskowy (1908), Medal Pamiątkowy Jubileuszowy 1898, a także niemiecki Krzyż Żelazny II klasy w 1916.